# ときめきメモリアル SOUND BLEND 〜featuring ZARD〜
『ときめきメモリアル SOUND BLEND 〜featuring ZARD〜』（ときめきメモリアル サウンド ブレンド フィーチャリング ザード）は、2002年1月30日に発売されたZARDのアルバム及び、恋愛シミュレーションゲーム『ときめきメモリアル』シリーズのサウンドトラック。型番はJBCJ-9003。

## 背景
ZARDの作品であるが、シングルやアルバムと断言せずに『サウンドブレンド』と言う表現を用いている。これは、ジャケットデザインが、1997年発売の『ZARD BLEND 〜SUN&STONE〜』及び前年発売の『ZARD BLEND II 〜LEAF&SNOW〜』という2つのセレクションアルバムのデザインを継承していることから、『ときめきメモリアルのために選曲されたセレクション・アルバム』という統一したテーマに沿った形となる。そのためか、『ときめきメモリアル3 〜約束のあの場所で〜』の楽曲だけではなく、『ときめきメモリアル』と『ときめきメモリアル2』のエンディングテーマが一緒に収録されている。なお、規格品番はビーイングのアルバム扱いで、オリコンランキングも『アルバムチャート』としてランクされた。
ボーカル曲は前半3曲のみで、残り5曲はインストルメンタル。ボーカル楽曲もカラオケではなくインストルメンタル向けのアレンジになっている。全てのオフボーカルにコーラスが入っていないので、インストアレンジとして聞くことが出来る。6曲目以降はボーカルとコーラスの部分に楽器の音色をあてている、一部楽曲については一部の演奏がカットされているなど、これまでの作品にはない特徴がある。特に、ZARDの楽曲においてオフボーカルにコーラスが入っていないものは、シングル「あなたを感じていたい」と「運命のルーレット廻して」など数少なく、オフボーカルと歌入りのアレンジが違うものは「運命のルーレット廻して」のみ。

## 制作
ゲーム制作会社は2000年夏頃よりZARD側とのタイアップ交渉を始め、ZARD側もそれに快諾し、ときめきメモリアル3のために詞を書き下ろした。
収録曲である「Seven Rainbow」は前作である『ZARD BLEND II 〜LEAF&SNOW〜』に当初収録される予定だった。しかし、タイアップ等の理由で未収録となった。そのため、内容は、ZARDの新曲2曲（発売当時）に、9thアルバム『時間の翼』に収録されている「hero」が収録された、いわゆるマキシシングルのような形になっている。だが、4・5曲目にはゲームBGMが収録されているため、純粋なZARD名義のシングルとはされていない。
また、新曲も約4か月後に発売された34thシングル「さわやかな君の気持ち」に若干アレンジを変えてカップリングとして2曲とも収録されている。そのためか、ZARD名義で出したオリジナルバージョンが収録された作品ではあるが、公式サイトには、シングルやアルバムとして、このCDに関する記載はされていない。

## アートワーク
ジャケット表面には、タイアップタイトルとなった『ときめきメモリアル3 〜約束のあの場所で〜』に登場する女性キャラクターのイラストが使われて、坂井泉水の写真は裏ジャケットに一枚あるのみで、一見するとZARDの作品だと分からないような作りになっている。

## 記録
オリコンアルバムランキングの最高位は35位、売り上げは約1万枚を記録し、これは自己最低記録である。

## 収録曲
1. 抱きしめていて
  - 作詞:坂井泉水 / 作曲・編曲:徳永暁人

『ときめきメモリアル3 〜約束のあの場所で〜』のビターエンディングテーマ[注釈 1]。後にアレンジが変えられたものが、34thシングル「さわやかな君の気持ち」に収録された。
2. Seven Rainbow
  - 作詞:坂井泉水 / 作曲:徳永暁人 / 編曲:徳永暁人・Perry Geyer

『ときめきメモリアル3 〜約束のあの場所で〜』のオープニングテーマ。これもミックスが変えられたものが、34thシングル「さわやかな君の気持ち」に収録されている。
3. hero
  - 作詞:坂井泉水 / 作曲:大野愛果 / 編曲:大賀好修

『ときめきメモリアル3 〜約束のあの場所で〜』のスウィートエンディングテーマ[注釈 1]。9thアルバム『時間の翼』に収録されている作品。原曲アレンジのまま収録された。
4. 二人の時 [Instrumental] 
  - 作詞:ときめき作詞実行委員会 / 作曲:メタルユーキ

原曲アーティストは金月真美
『ときめきメモリアル』エンディングテーマのオフボーカルアレンジ。ゲーム中のアルバム閲覧時のBGMを収録したもの。歌詞カードに歌詞は掲載されていない。
5. あなたに会えて [Instrumental]  
  - 作詞:竹広将史 / 作曲:メタルユーキ / 編曲:米光亮

原曲アーティストは野田順子
『ときめきメモリアル2』エンディングテーマのオフボーカルアレンジ。これもゲーム中のアルバム閲覧時のBGMを収録したもので、同様に歌詞カードに歌詞は掲載されていない。
6. 抱きしめていて [Instrumental]
7. Seven Rainbow [Instrumental]
歌が入っているバージョンよりも、演奏時間が短くなっている（他の楽曲についても同様のことが言えるが、この楽曲は極端に短い）。
8. hero [Instrumental]